# Rézbőr startup
A Rézbőr startup (Go Fund Yourself) a South Park című amerikai animációs sorozat 248. része (a 18. évad 1. epizódja). Elsőként 2014. szeptember 24-én sugározták az Egyesült Államokban. Magyarországon 2015. február 24-én mutatta be a magyar Comedy Central.
Ettől az epizódtól kezdve váltott formátumot a South Park, ugyanis az évad egymást követő eseményeiből egy összefüggő cselekmény alakul ki. Az epizód során a fiúk, hogy ne kelljen dolgozniuk, egy startup céget alapítanak, amihez Kickstarteren gyűjtik a pénzt. Mikor rájönnek, hogy nincs levédetve, felveszik a Washingtoni Rézbőrűek futballcsapatának nevét. A cselekmény egyszerre tart görbe tükröt a startup-alapítási láznak és a rasszizmus vádjára hivatkozással történő átnevezéseknek.

## Cselekmény
|  | Alább a cselekmény részletei következnek! |

Stan, Kyle, Cartman, Kenny és Butters úgy döntenek, hogy alapítanak egy startup-céget, hogy otthagyhassák az iskolát, és soha többé ne kelljen dolgozniuk. Választaniuk kell egy nevet, azonban ez nem megy egyszerűen, mert hiába találnak ki bármilyen ordenáréságot, az összes név foglalt. Bejegyeztetik a "Vészjósló Szőrös Zacsi Az Asztalon Zrt."-t, de az meg nem tetszik nekik. Cartman egyszercsak rájön, hogy a Washingtoni Rézbőrűek neve és logója többé már nincs levédetve, egy per miatt, ezért egy az egyben lenyúlják azt. Annak ellenére, hogy a cégük mottója is az, hogy abszolút nem csinálnak semmit, elkezdik küldeni nekik az emberek a pénzt. A dolog feldühíti Daniel Snydert, a Washingtoni Rézbőrűek focicsapatának elnökét, aki megpróbálja lebeszélni őket, sikertelenül. Az elnököt elkeseríti ez, hiszen jogilag semmit nem tehet, a világot pedig nem érdekli az ő problémájuk. Amikor az ISIS terrorszervezet is bejelenti, hogy ők is a startupcég mintájára feltekintve kezd el működni, Kyle azt kéri, hogy határolódjanak el tőlük. Cartman ezt elutasítja, azt mondván, hogy ha kiállnának valamiért, akkor úgy tűnne, hogy a cég nem csak a pénzről szól. Kyle válaszul úgy dönt, saját céget alapít és Stan is vele tart. Stannek azonban nem tetszik továbbra sem a "Vészjósló Szőrös Zacsi Az Asztalon Zrt.", mint név, ezért továbblép, hogy megkeresse a legjobb nevet.
Snyder tovább dühöng, mert az NFL elnöke (akit robotként ábrázolnak) teljesen semmitmondó válaszokat ad a kérdéseire, ezért a többi NFL-csapat elnökét hívja fel, hogy a befolyásukat felhasználva bírják rá Cartmanéket legalább a logó megváltoztatására. Cartman ennek úgy tesz eleget, hogy kézzel melleket, heréket és péniszt rajzolnak rá. Válaszul Snyder és a csapata felgyújtják a Kickstarter székházát (akik pontosan ugyanazt csinálják, mint Cartmanék: nem csinálnak semmit, mégis dől hozzájuk a pénz). Emiatt mindannyian elveszítik a pénzüket, de legalább kibékülnek egymással, és újra együtt folytatják. Új céges politikájuk az, hogy mindenki saját magának gyűjt pénzt, aztán ebből odaadnak a Washingtoni Rézbőrűeknek 5 százalékot, hogy ők továbbra se csináljanak semmit.
Minden rendben megy, amíg a Dallas Cowboys és a Washingtoni Rézbőrűek meccsén a csalódott játékosok nem hajlandóak játszani, ezért egyedül Snyder áll ki a nevükben. Miután súlyosan megsérül, az emberek elkezdik őt megsajnálni, és Cartmanék ellen vonul a tömeg, névváltoztatásra akarván őket kényszeríteni. Miután még az ISIS is kihátrál mögöttük, kénytelenek belátni, hogy vissza kell menniük az iskolába.

## Az epizód készítése
Trey Parker és Matt Stone mindenképpen reagálni akartak a Washington Redskins körülötti névváltoztatási botrányra. A csapat nevének megváltoztatására számtalan kezdeményezés indult, többen rasszistának, az amerikai őslakosokkal szemben tiszteletlennek titulálva azt. 2013-ban egy pert követően a csapat elvesztette a nevének jogi védettségét. Parker és Stone mindenképpen ezt szerették volna az évad nyitóepizódjának. Ám a vetítést megelőző héten kitört a Ray Rice-botrány: a Baltimore Ravens játékosát és menyasszonyát letartóztatták, miután durván összeverekedtek Atlantic Cityben egy kaszinóban. Így nehéz helyzet elé került a sorozat: egyrészt mert ez a botrány volt az aktuális téma, másrészt mivel NFL-játékos volt benne érintett, ezért tartottak attól, hogy a nézőkben felmerül a kérdés, hogy egy NFL-tematikájú epizódban miért nem esik erről egy szó sem. Végül úgy döntöttek, hogy kisebb módosításokkal maradnak az eredeti tervüknél.
A Cartman által bemutatott, péniszt és melleket tartalmazó Rézbőrűek-logót eredetileg Parker skiccelte fel egy megbeszélés során egy táblára, és azt annyira viccesnek találta mindenki, hogy az epizódba is bekerült.
A jelenet, amikor Daniel Snyder könnyes szemmel néz a kamerába, az 1970-es évekbeli "Keep America Beautiful" reklámkampányának "pityergő indiánját" parodizálja. Hogy pontosan le tudják utánozni azt, ahogy a kamera felé fordul a feje, az animátoroknak több egyedi fejpozíciót is meg kellett rajzolniuk.
Az epizódot a Comedy Central a FOX tulajdonában álló WTTG sportcsatornán is reklámoztatta 2014. szeptember 21-én, a Washington Redskins - Philadelphia Eagles meccs alatt. Azt a jelenetet mutatták be, amikor Daniel Snyder, Jay Gruden vezetőedző és Robert Griffin III játékos igyekeztek lebeszélni Cartmant a névhasználatról. A végleges epizódból Griffin kikerült, reflektálva sérülésére, a helyére Kirk Cousins került be.

## Fordítás
Ez a szócikk részben vagy egészben  a   Go Fund Yourself című angol Wikipédia-szócikk ezen változatának fordításán alapul.  Az eredeti cikk szerkesztőit annak laptörténete sorolja fel. Ez a jelzés csupán a megfogalmazás eredetét és a szerzői jogokat jelzi, nem szolgál a cikkben szereplő információk forrásmegjelöléseként.